# خباش
خباش هي مدينة سعودية والمركز الإداري لمحافظة خباش التابعة لمنطقة نجران، بالمملكة العربية السعودية. وتعتبر من أطراف الربع الخالي من جهة الجنوب.

## نبذة
تبعد عن مدينة نجران 64 كم. ومن أهم المراكز الحكومية الموجودة بها مركز قيادة حرس الحدود بقطاع خباش، ومقر إمارة المحافظة، ومستشفى خباش العام.

## السكان
يبلغ عدد سكان مدينة خباش حوالى 5 آلاف نسمة.